# NGC 2227
NGC 2227是一个位于大犬座的SB(rs)c型的棒旋星系，于1835年1月27日被約翰·赫歇爾发现。
1986年，一个视星等为14.0Ia超新星在NGC 2227爆发，被命名为SN 1986O。

## 參见
- 维基共享资源上的相關多媒體資源：NGC 2227
- 星系天文學
- 星系列表
- NGC天體表